# Limnodynastes salmini
A Limnodynastes salmini a kétéltűek (Amphibia) osztályának békák (Anura) rendjébe, a mocsárjáróbéka-félék (Limnodynastidae) családjába, azon belül a Limnodynastes nembe tartozó faj.

## Előfordulása
Ausztrália endemikus faja. Ausztrália Új-Dél-Wales államának a szárazföld belseje felé eső, valamit északi részén, továbbá Queensland délnyugati részén honos. Elterjedési területének mérete nagyjából 546 600 km².

## Nevének eredete
Nevét C. L. Salmin muzeológus tiszteletére kapta.

## Megjelenése
Nagy termetű békafaj, testhossza elérheti a 7,5 cm-t. Háta szürkésbarna vagy barna; rajta sötétebb foltokkal és pettyekkel. Mindkét oldalán és háta közepén jellegzetes narancs- vagy lazacszínű csík húzódik. Hasi oldala fehér. Combjainak hátsó fele barna, fehér pettyekkel tarkítva. Pupillája vízszintes elhelyezkedésű, írisze aranybarna színű. Mellső lábfejei úszóhártya nélküliek, hátsókon némi úszóhártya figyelhető meg. Ujjai végén nincsenek korongok.

## Életmódja
A párzás tavasztól őszig tart. Petéit habos petecsomókban rakja le a kialakult tavacskák, pocsolyák vizének felszínére. A petecsomókban 1500–2500 pete is lehet. Az ebihalak 3–4 nap után kelnek ki, hosszuk elérheti a 7 cm-t, színük sötétbarna. Gyakran a víz mélyén maradnak, teljes kifejlődésük 30 °C-os vízben 43 napot vesz igénybe. A kikelt kis békák mérete 13–20 mm, csíkjaik halványabbak a felnőtt egyedekénél.
Száraz időszakban gyakran a föld alá vermeli magát, vagy farönkök, kövek alá bújik.

## Természetvédelmi helyzete
A vörös lista a nem fenyegetett fajok között tartja nyilván. Elterjedési területén néhány nemzeti park is fekszik.